# Rufdatenrückerfassung
Die Rufdatenrückerfassung bezeichnet in Österreich die nachträgliche Auswertung von Rufdaten ohne Einwilligung des Teilnehmers.
Nach § 99 Abs. 1 Satz 1 Telekommunikationsgesetz 2003 (TKG 2003) dürfen Verkehrsdaten vom Anbieter für Zwecke der Verrechnung von Endkunden- oder Vorleistungsentgelten gespeichert werden, sind aber zu löschen oder zu anonymisieren, sobald der Bezahlvorgang durchgeführt wurde und innerhalb einer Frist von drei Monaten die Entgelte nicht schriftlich beeinsprucht wurden.
Eine Bekanntgabe dieser bereits existierenden und rechtmäßig gespeicherten Daten durch den Anbieter und deren nachträgliche Auswertung durch die  Strafverfolgungsbehörden ist aufgrund bestimmter spezialgesetzlicher Ermächtigungen erlaubt, auf die § 99 Abs. 1 Satz 2 TKG 2003 verweist. Diese sind die Strafprozeßordnung StPO (§§ 99 Abs. 5 Z 1 und 2 sowie § 102a ff. TKG 2003 iVm §§ 76a und 134 ff. StPO) und das Sicherheitspolizeigesetz (SPG) in Verbindung mit dem Polizeilichen Staatsschutzgesetz PStSG (§ 99 Abs. 5 Z 3 und 4 TKG 2003 iVm § 53 Abs. 3a und 3b SPG; § 11 Abs. 1 Z 5 PStSG).
Die Regelungen zur anlasslosen Vorratsdatenspeicherung wurden mit der am 27. Juni 2014 verkündeten Entscheidung des Verfassungsgerichtshofes, welche mit 1. Juli 2014 in Kraft getreten ist, wegen ihrer Verfassungswidrigkeit aufgehoben.

## Strafprozessordnung
§ 76a StPO regelt die Auskunft über Stamm- und Zugangsdaten auf Ersuchen von kriminalpolizeilichen Behörden, Staatsanwaltschaften und Gerichten zum Zweck der Amts- und Rechtshilfe.
Die Auskunft über Daten im Rahmen eines Ermittlungsverfahrens regelt § 135 Abs. 2 StPO. Die Datenerhebung erstreckt sich nach der Legaldefinition in § 134 Z 2 StPO auf Verkehrs-, Zugangs- und Standortdaten. Verkehrsdaten sind Daten, die zum Zwecke der Weiterleitung einer Nachricht an ein Kommunikationsnetz oder zum Zwecke der Fakturierung dieses Vorgangs verarbeitet werden; Zugangsdaten sind jene Verkehrsdaten, die beim Zugang eines Teilnehmers zu einem öffentlichen Kommunikationsnetz beim Betreiber entstehen und für die Zuordnung der zu einem bestimmten Zeitpunkt für eine Kommunikation verwendeten Netzwerkadressierungen zum Teilnehmer notwendig sind; Standortdaten sind Daten, die in einem Kommunikationsnetz oder von einem Kommunikationsdienst verarbeitet werden und die den geografischen Standort der Telekommunikationsendeinrichtung eines Nutzers eines öffentlichen Kommunikationsdienstes angeben, im Fall von festen Telekommunikationsendeinrichtungen sind Standortdaten die Adresse der Einrichtung (§ 92 Abs. 3 Z 4, 4a, 6 TKG 2003). Die Auskunft ist von der Staatsanwaltschaft auf Grund einer gerichtlichen Bewilligung anzuordnen (§ 137 Abs. 1 Satz 3 StPO). Betreiber von Post- und Telegrafendiensten sind verpflichtet, unverzüglich Auskunft zu erteilen.
Die Rufdatenrückerfassung ist insbesondere zulässig zur Aufklärung einer Entführung, zur Aufklärung einer sonstigen Straftat, die mit Freiheitsstrafe von mehr als einem Jahr bedroht ist sowie zur Ermittlung des Aufenthalts eines flüchtigen oder abwesenden Beschuldigten (§ 135 Abs. 2 StPO).
Das Ergebnis der Datenerhebung kann der Betroffene im Nachhinein einsehen. Als Beweismittel dürfen die erhobenen Daten nur verwendet werden, wenn ihre Erhebung zulässig war (§§ 139, 140 StPO).

## Sicherheitspolizeigesetz und Polizeiliches Staatsschutzgesetz
Während sich die Aufklärung und Verfolgung von Straftaten nach der StPO richtet, beurteilt sich die Verhinderung von Straftaten zur Gefahrenabwehr nach dem Sicherheitspolizeigesetz (SPG).
Die Sicherheitsbehörden sind nach § 53 Abs. 3a und 3b SPG berechtigt, nicht nur von Betreibern öffentlicher Telekommunikationsdienste, sondern auch von sonstigen Diensteanbietern nach dem E-Commerce-Gesetz (ECG) wie Online-Händlern bestimmte Rufdaten zu verlangen, wenn diese Daten als wesentliche Voraussetzung zur Abwehr einer konkreten Gefahr für das Leben, die Gesundheit oder die Freiheit eines Menschen im Rahmen der ersten allgemeinen Hilfeleistungspflicht, eines gefährlichen Angriffs oder einer kriminelle Verbindung im Sinne des § 16 SPG erforderlich sind. Zu diesen Daten zählen auch die Internetprotokolladresse (IP-Adresse) und die internationale Mobilteilnehmerkennung (IMSI).
Zu § 53 SPG hat der Verfassungsgerichtshof 2009 festgestellt, dass sich ein  solches Auskunftsverlangen nur auf jene Daten  beziehen dürfe, die beim Telekombetreiber zulässigerweise (noch) gespeichert seien. Das Sicherheitspolizeigesetz schaffe keine Grundlage für eine darüber hinaus gehende Speicherung von Handy-  und Internetdaten. Bei Einsatz eines so genannten IMSI-Catchers bleibe die Ermittlung auf den Standort des Handy-Benützers beschränkt.
§ 11 Abs. 1 Z 5 Polizeiliches Staatsschutzgesetz (PStSG) verweist für den polizeilichen Staatsschutz auf die Befugnisse nach § 53 SPG  zur erweiterten Gefahrenerforschung und zum vorbeugenden Schutz vor verfassungsgefährdenden Angriffen, wenn die Erfüllung der Aufgabe durch Einsatz anderer Ermittlungsmaßnahmen aussichtslos wäre. Der Verfassungsgerichtshof hält diese Regelung für verfassungskonform.